# Aeropuerto T4
Aeropuerto T4 – stacja końcowa metra w Madrycie, na linii 8. Znajduje się w dzielnicy Barajas, w Madrycie i zlokalizowana jest za stacją Barajas. Została otwarta 3 maja 2007.